# بوختیوتز
بوختیوتز (به لاتین: Bukhtivets) یک آبشار در اوکراین است که در Nadvirna Raion واقع شده‌است.